# Gran Premio motociclistico degli Stati Uniti d'America 1964
Il Gran Premio motociclistico degli Stati Uniti fu l'appuntamento che inaugurò il motomondiale 1964, e si trattò della prima edizione del GP degli Stati Uniti valida per il motomondiale.
Si svolse il 2 febbraio 1964 sul circuito di Daytona ed erano in programma le classi 50, 125, 250 e 500.
Con questa gara anche le 250 e le 125 tagliarono il traguardo dei 100 gran premi disputati.
La gara vide la defezione della Honda che non portò la sua squadra ufficiale in Nordamerica, lamentandosi della data di effettuazione della gara, a suo parere, troppo prematura.
Prima della gara stessa avvenne anche il tentativo vittorioso di battere il primato di velocità sulla distanza dell'ora: il pilota britannico Mike Hailwood su MV Agusta, utilizzando l'anello ad alta velocità del circuito, riuscì a battere, grazie ai suoi 226,8 chilometri, il record precedente che Bob McIntyre aveva stabilito all'Autodromo di Monza nel 1957, pari a 222,1 chilometri.
Poche ore dopo lo stesso Hailwood, con la stessa moto si impose anche nella gara della classe 500 mentre in quella della quarto di litro la vittoria fu di Alan Shepherd su MZ. Nelle due classi di minor cilindrata vinse invece Hugh Anderson su Suzuki.

## Classe 500
Furono 26 i piloti presenti al via e di questi 12 vennero classificati al termine della prova. Tra i ritirati vi furono Jack Findlay, Benedicto Caldarella e Jorge Kissling.

### Arrivati al traguardo
| Pos. | Nº | Pilota           | Motocicletta | Giri | Tempo      | Griglia | Punti |
| ---- | -- | ---------------- | ------------ | ---- | ---------- | ------- | ----- |
| 1º   | 1  | Mike Hailwood    | MV Agusta    | 41   | 1h 16:09.0 | 1º      | 8     |
| 2º   |    | Phil Read        | Matchless    | 39   | + 2 giri   | 3º      | 6     |
| 3º   |    | John Hartle      | Norton       | 39   | + 2 giri   | 4º      | 4     |
| 4º   |    | Mike Duff        | Norton       | 39   | + 2 giri   |         | 3     |
| 5º   |    | Paddy Driver     | Matchless    | 39   | + 2 giri   | 5º      | 2     |
| 6º   |    | Buddy Parriott   | Norton       | 39   | + 2 giri   |         | 1     |
| 7º   |    | George Rockett   | BMW          |      |            | 16º     |       |
| 8º   |    | Ed Labelle       | Norton       |      |            |         |       |
| 9º   |    | Brian Davis      | AJS          |      |            |         |       |
| 10º  |    | Charles Williams | Triumph      |      |            |         |       |
| 11º  |    | Paul Whitaker    | Norton       |      |            |         |       |
| 12º  |    | Joe Tillman      | BSA          |      |            |         |       |

### Ritirati
| Pilota               | Motocicletta | Griglia |
| -------------------- | ------------ | ------- |
| Alan Shepherd        | Matchless    |         |
| Tony Murphy          | Honda        | 9º      |
| Dave Degens          | Matchless    |         |
| Benedicto Caldarella | Gilera       | 2º      |
| Jeff Hoff            | Honda        |         |
| Tom Stuart           | BMW          |         |
| Peter J. Bosarge     | Honda        |         |
| John McLaughlin      | Norton       |         |
| Wester Cooley Sr.    | Norton       |         |
| Fred Simone          | BMW          |         |
| Kurt Leibmann        | BMW          |         |
| Scott Williams       | Matchless    |         |
| Jorge Kissling       | Norton       | 6º      |
| John Nash            | Triumph      |         |
| Jack Findlay         | Matchless    |         |

## Classe 250
Oltre che la mancanza dei piloti ufficiali della Honda, la gara lamentò anche il ritiro di Tarquinio Provini (passato quest'anno dalla Morini alla Benelli), di Bert Schneider e di Fumio Itō sulle Suzuki, di Phil Read (entrato a titolo definitivo tra i piloti ufficiali Yamaha e di Frank Perris che non prese neppure il via dopo l'incidente occorsogli nelle prove; la classifica finale vide perciò alle spalle de vincitore numerosi piloti locali che non avrebbero poi partecipato alle restanti gare del mondiale.

### Arrivati al traguardo (posizioni a punti)
| Pos. | Pilota         | Moto    | Tempo     | Punti |
| ---- | -------------- | ------- | --------- | ----- |
| 1    | Alan Shepherd  | MZ      | 53'01"000 | 8     |
| 2    | Ron Grant      | Parilla | + 1 giro  | 6     |
| 3    | Bo Gehring     | Bultaco | + 2 giri  | 4     |
| 4    | George Rockett | Ducati  | + 2 giri  | 3     |
| 5    | Joe Dunphy     | Greeves | + 3 giri  | 2     |
| 6    | Douglas Brown  | Ducati  | + 3 giri  | 1     |

## Classe 125
Assenti anche in questo caso le Honda ufficiali, le prime quattro posizioni furono monopolizzate da piloti Suzuki

### Arrivati al traguardo (prime 8 posizioni)
| Pos. | Pilota               | Moto    | Tempo    | Punti |
| ---- | -------------------- | ------- | -------- | ----- |
| 1    | Hugh Anderson        | Suzuki  | 44'08"   | 8     |
| 2    | Mitsuo Itoh          | Suzuki  | + 10"    | 6     |
| 3    | Bert Schneider       | Suzuki  | + 12"    | 4     |
| 4    | Isao Morishita       | Suzuki  | + 14"    | 3     |
| 5    | Jean-Pierre Beltoise | Bultaco | + 1 giro | 2     |
| 6    | Gary Dickinson       | Honda   | + 1 giro | 1     |
| 7    | L. Cowis             | Bultaco | + 1 giro |       |
| 8    | J. Anzalone          | MotoBi  | +1 giro  |       |

## Classe 50
Tra i ritirati Tarquinio Provini, che per questa classe era pilota ufficiale della Kreidler.

### Arrivati al traguardo (posizioni a punti)
| Pos. | Nº | Pilota               | Motocicletta | Giri | Tempo   | Griglia | Punti |
| ---- | -- | -------------------- | ------------ | ---- | ------- | ------- | ----- |
| 1    | 1  | Hugh Anderson        | Suzuki       | 13   | 30'38"0 | 4       | 8     |
| 2    | 4  | Isao Morishita       | Suzuki       | 13   | 30'48"0 | 2       | 6     |
| 3    | 5  | Mitsuo Itoh          | Suzuki       | 13   | 30'53"0 | 1       | 4     |
| 4    | 2  | Hans-Georg Anscheidt | Kreidler     | 13   | 31'41"0 | 5       | 3     |
| 5    | 10 | Jean-Pierre Beltoise | Kreidler     | 12   | +1 giro | 6       | 2     |
| 6    |    | Lee Allen            | Ducati       | 8    | +5 giri |         | 1     |